# 공무 (행정)
공무(civil service)는 선출직이 아닌 고용된 직업 공무로서, 주로 구성된 정부 부문을 총칭하는 용어로, 제도적 임기는 일반적으로 정치 리더십의 전환 이후에도 유지된다. 공무원은 정부 부서 또는 공공 부문 기업을 위한 기관에 의해 공공 부문에 고용된 사람이다. 공무원은 중앙정부와 주정부를 위해 일하며, 정당이 아닌 정부에 답한다.
공무의 일부로서 국가 공무원의 범위는 국가마다 다르다. 예를 들어, 영국(UK)에서는 크라운(국가 정부) 직원만 "공무원"으로 지칭되는 반면, 지방 당국(카운티, 시 및 이와 유사한 행정부)의 직원은 일반적으로 "지방 정부 공무원"으로 지칭된다.
공무에 대한 연구는 공공 서비스 분야의 일부이다(일부 국가에서는 공공 서비스와 공부 사이에 차이가 없음). "비부처 공공 기관"(때때로 "QUANGO"라고도 함)의 직원은 통계 목적 및 계약 조건에 따라 공무원으로 분류될 수도 있다.

## 같이 보기
- 시민 기술
- 비정부 기구
- 공공 서비스
- 펜들턴법
- 성과급
- 포상 프로그램
- 능률급
- 공무원